# کپکام ونکوور
کپکام ونکوور (انگلیسی: Capcom Vancouver) شرکت بازی ویدئویی آمریکایی است، که در سال ۲۰۰۵ تأسیس شد.